# Beş Barmaq
Beş Barmaq (Femfingerbjerget) er et bjerg i Xızı rayonu i Aserbajdsjan, ikke langt fra det Kaspiske Hav. Bjerget rejser sig til 382 m.o.h. ved Baku–Quba-hovedvejen. Bjerget er en solid klippe og er et af de mest berømte bjerge i Kaukasus, kendt for sine mytiske fortællinger. Det er et helligt sted med regelmæssige besøg af pilgrimme.
Tidevandsmærker på bjerget vidner om oversvømmelser af smeltevand fra nordlige glaciale iskapper og dateres tilbage til slutningen af den sidste istid. Tidevandsmærkerne bekræfter teorien om en holocæn udstrømning af smeltevand fra Sortehavet til Middelhavet, snarere end en direkte indtrængen af havvand i Sortehavet som følge af den globale stigende vandstand. Skøn over stigningen i det Kaspiske Havs niveauhøjde er mellem 20 og 30 meter.